# 三角ベース
三角ベース（さんかくベース）は、子供の遊びの一種。ロングベースボールなどとともに簡易野球の一種に分類される。二塁がなく、本塁・一塁・三塁の三角形を設定するのが特徴である。三角ベースボールともいう。
ワンバウンド野球はその一種。狭い空き地などで少人数で遊ぶために工夫されている。
少人数なので、キャッチャー、ピッチャーその他野手を置かないケースや、敵味方の区別なく、参加者全員が順番でバッターになるケース他、様々な特殊ルールがある。

## 主な特殊ルール

### 透明ランナー
走者が出た場合、実際に人間を走者として塁に置かず、いると仮定した状態でゲームを行う。走者の進塁は次打者の走塁に押される形となる。透明ランナーはアウトにはならない。
高校野球の特別規則に規定されている臨時代走に似ているが、こちらは打者の代わりに実際に人間を置き、アウトなどの各種記録も残る（この場合全て元の選手の記録となる）。

### 投げ当て
守備側が塁間で走者、または打者走者（バッターランナー＝バッターとして打った後、一塁に向かって走る者）へ向かってボールを投げ、走者や打者走者の体に命中した場合アウトになるというルール。地方によって「ぶつけあり」、「投げアウト」などと呼ばれる。
原則的に、体に当たっても危険性の低い柔らかいボール（ソフトテニス〈軟式テニス〉用の球や、玩具用のゴムボールなど）を使用した場合に適用される。実際の野球の軟式球使用時は危険なため、適用しなかったり、腰から下にぶつける、下手投げでぶつける、などのローカルルールやバリエーションもある。

## 野球用語としての三角ベース
通常の(二塁ベースのある)野球において、一塁走者がいる時に外野フライが上がり、走者が二塁を回った後で捕球された場合、走者は二塁を踏んでから一塁に戻らなければならないが、この時誤って二塁を踏まずに一塁に戻ってしまった場合、その走者はアピールがあればアウトとなる(野球規則7.02,7,10b)。
二塁が存在しないように振舞ってしまうミスであることから、このミスのことを俗に三角ベースと呼ぶ。
プロ野球では長嶋茂雄が3度記録している。